# The Viking's Bride
The Viking's Bride è un cortometraggio muto del 1907 diretto da Lewin Fitzhamon.

## Trama
Una giovane ragazza vichinga che sta per sposarsi è concupita dal capo di un'altra tribù. Dopo le nozze, la coppia di sposi viene assalita ma riesce a sfuggire all'agguato. Ciò nonostante, la donna viene poi catturata ma lo sposo riesce, insieme ai suoi uomini, a sconfiggere gli assalitori.

## Produzione
Il film fu prodotto dalla Hepworth.

## Distribuzione
Distribuito dalla Hepworth, il film - un cortometraggio di 122 metri - uscì nelle sale cinematografiche britanniche nel novembre 1907.
Si conoscono pochi dati del film che, prodotto dalla Hepworth, fu distrutto nel 1924 dallo stesso produttore, Cecil M. Hepworth. Fallito, in gravissime difficoltà finanziarie, il produttore pensò in questo modo di poter almeno recuperare il nitrato d'argento della pellicola.